# Wladimir Aschurkow

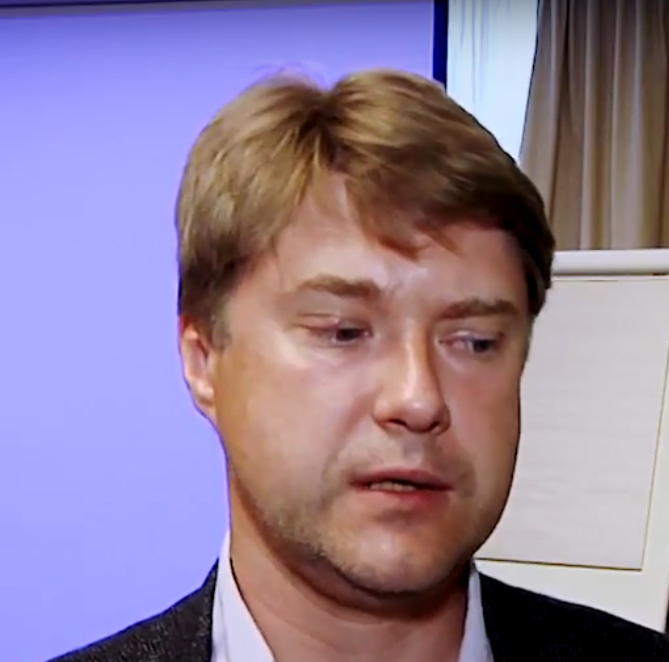
Wladimir Aschurkow

Wladimir Lwowitsch Aschurkow (* 15. Februar 1972 in Moskau) ist ein russischer Bankier und Oppositionspolitiker, der 2015 in Großbritannien Asyl erhielt. Er ist Exekutivdirektor und Stellvertreter Alexei Nawalnys in dessen „Stiftung für Korruptionsbekämpfung“.
Der ehemalige Bankier Aschurkow war von 2006 bis 2012 Direktor für Gruppen-Portfoliomanagement und -kontrolle bei der Alfa-Gruppe Michael Fridmans, der ihn aufgrund seiner politischen Verbindung mit Alexei Nawalny bat, zurückzutreten. Während dieser Zeit war er auch im Vorstand der X5 Retail Group.
Nach seiner Übersiedlung organisierte Aschurkow ähnlich der „Kleptokraten-Tour“ Roman Borisowitschs Bustouren für Aktivisten und Journalisten, „um die zarenhafte Opulenz der russischen Oligarchie in London zu zeigen.“ Er tue das, so Aschurkow laut Stuttgarter Zeitung, um die britischen Behörden auf schmutziges Geld aufmerksam zu machen, zum Beispiel Witanhurst im Besitz Andrei Gurjews. Aschurkow rät der britischen Regierung, auf das „schmutzige Geld“ zu verzichten, auch wenn die „Verflechtung des russischen Reichtums mit der britischen Wirtschaft“ die Politik erschwert.
Im Jahr 2014 beschuldigte ein Untersuchungsausschuss des russischen Untersuchungsausschusses Aschurkow der Veruntreuung von Geldern aus Alexei Nawalnys Bürgermeisterkampagne von 2013, woraufhin er in Großbritannien politisches Asyl beantragte und behauptete, die Anschuldigungen seien politisch motiviert. Sowohl Aschurkow als auch Nawalny behaupten, dass die Vorwürfe unbegründet seien.
Aschurkow steht in Kontakt mit Michail Chodorkowski, der sich wie Nawalny auf die Zeit vorbereite, so die NZZ, in der das Regime Wladimir Putins „Risse zeigt“.
Über seine Zielsetzung äußerte er am 31. Januar 2021 im Zusammenhang mit dem den Protesten in Russland wegen Nawalny:

„Wir wollen, dass sich in Russland ein politisches System durchsetzt, das die Ansichten seiner Bürger repräsentiert. Russland soll ein Land mit unabhängigen Gerichten und freien Medien werden, mit einer verantwortungsbewussten Regierung, die Korruption ablehnt.“